# Eva Lutz
Pour les articles homonymes, voir Lutz.
Eva Lutz, née le 28 mai 1979 à Mayence, est une coureuse cycliste allemande.

## Palmarès sur route
- 2004
  - 3e de Berry Classic Indre’’
- 2005
  - Tour de Feminin - O cenu Ceskeho Svycarska
    - Classement général
    - 1re étape du Tour de Feminin - O cenu Ceskeho Svycarska
- 2006
  - Main-Spessart Rundfahrt[1]
  -  Médaillée d'argent du championnat du monde universitaire sur route
- 2007
  - Main-Spessart Rundfahrt
- 2008
  - Herford
  - Braunschweig
  - 2e du championnat d'Allemagne sur route
  - 2e du Ronde van Gelderland
  - 2e de Görlitz
  - 3e de Hameln-Stadthagen
  - 3e de Allgäuer Straßenpreis
- 2009
  - 2e étape du Tour du Qatar
  - 2e étape du Tour de l'Aude (cml par équipes)
  - 2e de Karbach
  - 3e du Tour du lac Majeur

### Grands tours

#### Tour d'Italie
2 participations
- 2007 : 53e
- 2008 : 30e